# ある人生
『ある人生』（あるじんせい）は、1964年11月1日から1971年4月3日までNHK総合テレビで放送されていたドキュメンタリー番組である。全230回。当初はモノクロ放送だったが、1967年7月1日からカラー放送となった。

## 概要
さまざまな分野で身体を張って生きる人々を紹介していた番組。

## 放送時間
いずれも日本標準時。
- 日曜 22:15 - 22:44 （1964年11月1日 - 1964年12月27日）
- 日曜 21:30 - 21:59 （1965年1月10日 - 1966年4月3日）
- 土曜 19:30 - 19:59 （1966年4月9日 - 1968年3月16日）
- 土曜 22:10 - 22:39 （1968年4月6日 - 1969年4月5日） - 1968年4月6日放送分のみ20分遅れで放送。
- 水曜 22:10 - 22:40 （1969年4月9日 - 1970年4月1日） - 1970年4月1日放送分のみ20分遅れで放送。
- 土曜 21:00 - 21:30 （1970年4月11日 - 1971年4月3日）

## 放送リスト
特記が無い限りNHKクロニクルのNHK番組表ヒストリーで確認。

### 1964年度
| 放送日         | サブタイトル            |
| -------------- | ----------------------- |
| 1964年11月1日  | 良寛先生                |
| 1964年11月8日  | 6分の壁                 |
| 1964年11月15日 | 熊の長さん              |
| 1964年11月22日 | 白サギの心とともに      |
| 1964年11月29日 | 風変わりな保証人        |
| 1964年12月6日  | サル道40年              |
| 1964年12月13日 | 杖と六法全書            |
| 1964年12月20日 | 定年機関士              |
| 1964年12月27日 | われらウタリに          |
| 1965年1月10日  | 富士山と30年            |
| 1965年1月17日  | （放送休止）            |
| 1965年1月24日  | 炎との格闘              |
| 1965年1月31日  | 井村せんせ              |
| 1965年2月7日   | 北壁にいどむ            |
| 1965年2月14日  | 根釧原野をさすらう      |
| 1965年2月21日  | 喜之助人形              |
| 1965年2月28日  | クモの糸をつむいで40年  |
| 1965年3月7日   | 赤土への執念            |
| 1965年3月14日  | 荒鵜に賭ける            |
| 1965年3月21日  | （放送休止）            |
| 1965年3月28日  | 高度3万メートルにいどむ |

### 1965年度
| 放送日         | サブタイトル             |
| -------------- | ------------------------ |
| 1965年4月4日   | 教誨師善海               |
| 1965年4月11日  | 荒地の記録               |
| 1965年4月18日  | 臥蛇の入道先生           |
| 1965年4月25日  | 耳鳴り                   |
| 1965年5月2日   | 歩けエルザ               |
| 1965年5月9日   | なにわ節説法と少年たち   |
| 1965年5月16日  | 辺海に生きる             |
| 1965年5月23日  | 鯨博士                   |
| 1965年5月30日  | 南海の雲のはてに         |
| 1965年6月6日   | オディリアさん           |
| 1965年6月13日  | ふとん屋さんの都市計画   |
| 1965年6月20日  | 晩春に悔いなし           |
| 1965年6月27日  | （放送休止）             |
| 1965年7月4日   | （放送休止）             |
| 1965年7月11日  | 谷川岳の老医             |
| 1965年7月18日  | 心に見る星               |
| 1965年7月25日  | すり係警部補             |
| 1965年8月1日   | 海と段畑                 |
| 1965年8月8日   | ドンガラ物語             |
| 1965年8月15日  | いのちある日々           |
| 1965年8月22日  | みちのくにうたを         |
| 1965年8月29日  | 隅田川の巡回ドクター     |
| 1965年9月5日   | 白衣からの脱出           |
| 1965年9月12日  | むささび寺のアイデア和尚 |
| 1965年9月19日  | 天草にかける             |
| 1965年9月26日  | 歩めどもうまず           |
| 1965年10月3日  | 童謡に夢かけて           |
| 1965年10月10日 | （放送休止）             |
| 1965年10月17日 | 執刀                     |
| 1965年10月24日 | 古木家の憲法             |
| 1965年10月31日 | （放送休止）             |
| 1965年11月7日  | この子らの母             |
| 1965年11月14日 | 鉱脈を求めて             |
| 1965年11月21日 | （放送休止）             |
| 1965年11月28日 | （放送休止）             |
| 1965年12月5日  | 孤独な道標               |
| 1965年12月12日 | 憩いの家の先輩           |
| 1965年12月19日 | まかしとき               |
| 1965年12月26日 | 献血課長                 |
| 1966年1月2日   | （放送休止）             |
| 1966年1月9日   | 刀匠一代                 |
| 1966年1月16日  | ママ先生                 |
| 1966年1月23日  | 海の十字架               |
| 1966年1月30日  | 古切手と托鉢             |
| 1966年2月06日  | （放送休止）             |
| 1966年2月13日  | （放送休止）             |
| 1966年2月20日  | （放送休止）             |
| 1966年2月27日  | （放送休止）             |
| 1966年3月06日  | （放送休止）             |
| 1966年3月13日  | （放送休止）             |
| 1966年3月20日  | （放送休止）             |
| 1966年3月27日  | 海馬狩人                 |
| 1966年4月3日   | 大地と空の間             |

### 1966年度
| 放送日         | サブタイトル                    |
| -------------- | ------------------------------- |
| 1966年4月9日   | 離島新聞20年                    |
| 1966年4月16日  | 侍和尚                          |
| 1966年4月23日  | 山村校長物語 ある廃校           |
| 1966年4月30日  | 雪国の民話先生                  |
| 1966年5月21日  | メダカ課長                      |
| 1966年6月4日   | 千右衛門のばあさん 直島の女文楽 |
| 1966年6月25日  | 識字学校                        |
| 1966年7月16日  | 老監督                          |
| 1966年8月13日  | 元原爆資料館長                  |
| 1966年8月20日  | いるかにかける青春              |
| 1966年9月3日   | 外科医の高校生                  |
| 1966年9月17日  | ひとつの青春                    |
| 1966年9月24日  | ふたりの風景                    |
| 1966年10月1日  | 海を見た                        |
| 1966年10月8日  | 象とキンツバ ある飼育者の30年   |
| 1966年10月15日 | 失明宣告                        |
| 1966年10月29日 | 親父どん                        |
| 1966年11月12日 | 書の謎                          |
| 1966年11月26日 | 一粒の米                        |
| 1966年12月3日  | 貞斉先生 英語教師60年           |
| 1966年12月10日 | 山行かば                        |
| 1966年12月17日 | 雪の中の熊笹学園                |
| 1966年12月24日 | 安全丸航海記                    |
| 1967年1月7日   | シルクロードの追憶              |
| 1967年1月14日  | 仏像との対話                    |
| 1967年1月21日  | 木挽一代                        |
| 1967年1月28日  | 新宿駅長                        |
| 1967年2月4日   | より高く                        |
| 1967年2月11日  | 親子鼓                          |
| 1967年2月18日  | ぼた山よ                        |
| 1967年2月25日  | 荒海に賭ける                    |
| 1967年3月4日   | 健保村長記 晟雄につづけ         |
| 1967年3月11日  | 光と影と                        |
| 1967年3月18日  | 雪山老医                        |
| 1967年3月25日  | キュックリヒ先生の祈り          |

### 1967年度
| 放送日         | サブタイトル                          |
| -------------- | ------------------------------------- |
| 1967年4月8日   | 灰かき博士                            |
| 1967年4月15日  | わが仲間                              |
| 1967年4月22日  | すずらん校長の退職                    |
| 1967年4月29日  | 泥と釜と太陽                          |
| 1967年5月6日   | 故郷 子らに支えられて                 |
| 1967年5月13日  | エースは77歳                          |
| 1967年6月3日   | キャプテンヨコヤマ                    |
| 1967年6月10日  | 古堅宗憲氏の日記                      |
| 1967年6月17日  | 公害係長                              |
| 1967年7月1日   | 鳶二代                                |
| 1967年7月8日   | ダルマ院長                            |
| 1967年7月15日  | 見えない自画像                        |
| 1967年7月22日  | 船台大工                              |
| 1967年8月12日  | 父さんの霊に 稲川東一郎監督をしのんで |
| 1967年8月19日  | 鈴木悦夫巡査部長                      |
| 1967年9月16日  | 貝殻のうた                            |
| 1967年10月14日 | まわれプロペラ                        |
| 1967年10月21日 | 南部もぐり                            |
| 1967年11月4日  | 白バイ186号                           |
| 1967年11月11日 | くるま座座長                          |
| 1967年11月18日 | 育てあかちゃん                        |
| 1967年11月25日 | ガン博士と二十日ネズミ                |
| 1967年12月2日  | 昆虫巡査                              |
| 1967年12月16日 | 災害村長                              |
| 1967年12月23日 | 聖書と人形                            |
| 1968年1月6日   | 面壁13年                              |
| 1968年1月13日  | 太鼓のロクさん                        |
| 1968年1月20日  | 100人のおやじ                         |
| 1968年1月27日  | ゴミとエントツ                        |
| 1968年2月3日   | 救急隊長                              |
| 1968年2月10日  | 出稼ぎの歌                            |
| 1968年2月17日  | 瓦（カワラ）仙人                      |
| 1968年2月24日  | 版画とカンバス                        |
| 1968年3月2日   | ドジョッコの歌                        |
| 1968年3月9日   | 昇の墓標                              |
| 1968年3月16日  | 移住                                  |

### 1968年度
| 放送日         | サブタイトル            |
| -------------- | ----------------------- |
| 1968年4月6日   | はだかの教室            |
| 1968年4月13日  | 三里塚四十年            |
| 1968年4月20日  | さよならB-6             |
| 1968年5月4日   | 浮かれの蝶              |
| 1968年5月11日  | 地鳴りと噴煙            |
| 1968年5月18日  | 若い仲間よ              |
| 1968年6月8日   | ウメクリ村長            |
| 1968年6月15日  | がむしゃら養豚          |
| 1968年6月22日  | みえてるうちに 陶工     |
| 1968年7月6日   | おもちゃんとベッコウ飴  |
| 1968年7月20日  | 笛師                    |
| 1968年8月3日   | 闘魂 ある体操夫妻の記録 |
| 1968年8月10日  | 文ちゃんの海            |
| 1968年8月17日  | 土のうたオカリナ        |
| 1968年8月24日  | 海にはばたけ            |
| 1968年9月7日   | 屯田兵の遺産            |
| 1968年9月14日  | パイロット黒岩          |
| 1968年9月21日  | メスと義足              |
| 1968年10月5日  | 山は老いず              |
| 1968年10月12日 | 片腕の根性              |
| 1968年10月19日 | はつかり親爺            |
| 1968年11月2日  | 恵那の画集              |
| 1968年11月9日  | 黄金町相談員            |
| 1968年11月16日 | 砂の農場                |
| 1968年12月7日  | 断酒学校                |
| 1968年12月14日 | 10人の少年と            |
| 1968年12月21日 | 筑豊の青春              |
| 1969年1月11日  | 六甲トンネルにいどむ    |
| 1969年1月18日  | 六百人の母              |
| 1969年2月1日   | 私とホー・ティ・キュー  |
| 1969年2月8日   | のり先生                |
| 1969年2月15日  | 田野畑日記              |
| 1969年3月1日   | 紙すき三代              |
| 1969年3月8日   | 土とバイオリン          |
| 1969年3月15日  | ストロームおばさん      |

### 1969年度
| 放送日         | サブタイトル                      |
| -------------- | --------------------------------- |
| 1969年4月5日   | 出稼ぎ課長                        |
| 1969年4月9日   | エンジン父娘                      |
| 1969年4月16日  | 高原村長                          |
| 1969年4月23日  | “つえ”なき道へ                    |
| 1969年5月14日  | ふたりの彫像                      |
| 1969年5月21日  | 20才の出発                        |
| 1969年6月4日   | 馬場島日記                        |
| 1969年6月11日  | 農民道場長                        |
| 1969年6月18日  | 灰ときんせん花                    |
| 1969年7月2日   | 回天の遺書                        |
| 1969年7月9日   | 飛騨の郷土先生                    |
| 1969年7月23日  | ゆりとほら穴                      |
| 1969年8月27日  | 生還者 硫黄島1969                 |
| 1969年9月3日   | 伊那の病院長                      |
| 1969年9月10日  | ドック・マスター 巨船時代のかげに |
| 1969年10月1日  | 発破部長                          |
| 1969年10月22日 | 肩書きのない役員                  |
| 1969年11月5日  | 再出発                            |
| 1969年11月12日 | 予期せぬ上京                      |
| 1969年11月26日 | 助走40年                          |
| 1970年1月7日   | 鯨町長                            |
| 1970年1月14日  | 225馬力の青春                     |
| 1970年1月21日  | 新潟港40年                        |
| 1970年2月4日   | 万博とび頭                        |
| 1970年2月11日  | よみがえる車人形                  |
| 1970年2月14日  | 背広と芙蓉                        |
| 1970年3月11日  | ミスター・ミウラ                  |
| 1970年3月18日  | スケートリンク物語                |

### 1970年度
| 放送日         | サブタイトル             |
| -------------- | ------------------------ |
| 1970年4月1日   | キゴ先生                 |
| 1970年4月11日  | 望郷                     |
| 1970年4月18日  | 十島丸事務長             |
| 1970年5月2日   | 栄光なきマラソンランナー |
| 1970年5月16日  | ごみと玩具               |
| 1970年5月23日  | 二つの対話               |
| 1970年5月30日  | 甦える車人形             |
| 1970年6月6日   | やって来たブルドーザー   |
| 1970年6月13日  | 兼子家の週末             |
| 1970年6月27日  | 汚水博士                 |
| 1970年7月4日   | 605号室のカルテ          |
| 1970年7月11日  | 魚とベレー帽             |
| 1970年9月5日   | ビルと雪渓               |
| 1970年9月12日  | 老人ホーム女理事長       |
| 1970年9月19日  | 潜水王の夢               |
| 1970年9月26日  | たんぽぽの旅             |
| 1970年10月10日 | 特訓                     |
| 1970年10月17日 | 予期せぬ上京             |
| 1970年10月24日 | 訪船医                   |
| 1970年10月31日 | 漆器とどぶろく           |
| 1970年11月7日  | 仏像警官                 |
| 1970年11月14日 | 白いリンゴ               |
| 1970年11月21日 | 二つの大地               |
| 1970年12月5日  | ワイン町長               |
| 1970年12月12日 | 足指の歌                 |
| 1970年12月19日 | 海をかえせ               |
| 1970年12月26日 | 鎮魂の行脚               |
| 1971年1月9日   | ジョッキー先生           |
| 1971年1月16日  | 学士開拓十年             |
| 1971年1月23日  | 津軽の糸                 |
| 1971年1月30日  | 出稼ぎカウンセラー       |
| 1971年2月6日   | 大空のライセンス         |
| 1971年2月13日  | みのりへの歳月           |
| 1971年2月20日  | 対決                     |
| 1971年2月27日  | 僕は高校4年生            |
| 1971年3月6日   | ミナト日記               |
| 1971年3月13日  | 発明夫婦                 |
| 1971年3月20日  | 走れ6号艇                |
| 1971年3月27日  | 遥かなるモンテンルパ     |
| 1971年4月3日   | 津軽の糸（再放送）       |